# Robert Karlsson
Pour les articles homonymes, voir Karlsson.
Robert Karlsson, né le 3 septembre 1969 à Katrineholm, est un golfeur suédois.

## Biographie

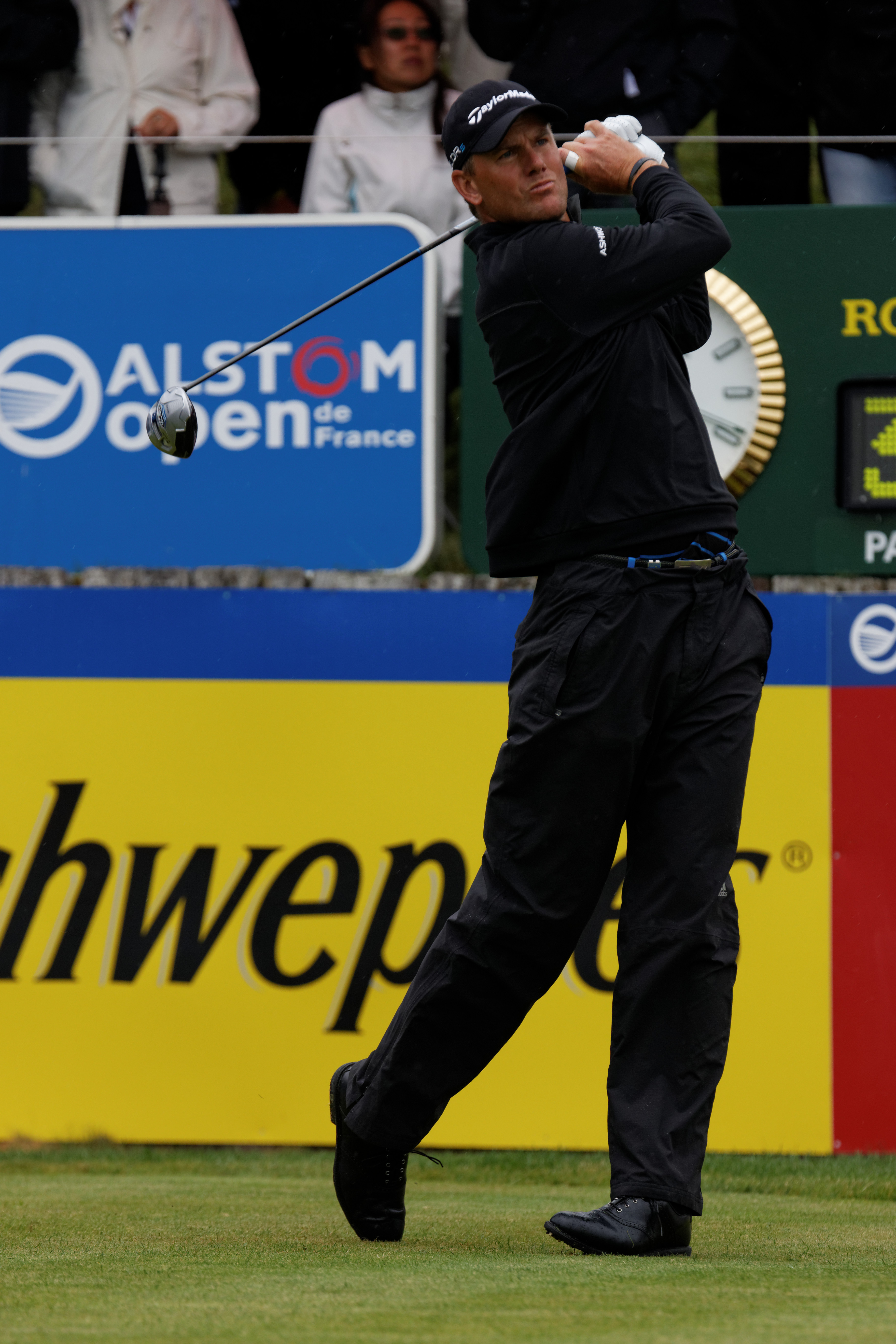
Robert Karlsson 02

Après être passé professionnel en 1989, il rejoint le circuit européen en 1991. Il doit toutefois attendre l'année 1995 pour remporter sa première victoire sur ce circuit. Puis en 1997, il remporte sa deuxième victoire avec le BMW International Open, terminant la saison à la dixième place à l'ordre du Mérite européen. Sa troisième victoire se produit en 1999, année où il est 11e au classement déterminant les membres de l'équipe européenne de la Ryder Cup. Premier non qualifié d'office, il ne figure parmi les deux choix du capitaine.
Après une victoire en 2001 puis en 2002, il doit attendre 2006 pour renouer avec la victoire. Ses deux victoires lors de celle-ci lui permettent de participer à sa première Ryder Cup, disputée à Kildare en Irlande sous le capitanat de Ian Woosnam. L'équipe européenne inflige une sévère défaite à l'équipe américaine. Il termine la saison à la quatrième place à l'ordre du Mérite européen, classement qu'il pouvait encore remporter au départ du dernier tournoi.
Après une année 2007 sans victoire, il remporte deux nouveaux titres en 2008, le Mercedes-Benz Championship puis l'Alfred Dunhill Links Championship. Cette même saison, il termine lors de trois tournois du grand chelem dans le Top 10. Au départ du dernier tournoi de la saison, il est toujours en tête du classement du Mérite européen. Malgré une 32e place lors de ce tournoi, ses concurrents pour la première place, dont en premier lieu Padraig Harrington, ne parviennent pas à terminer suffisamment bien placé. Il devient ainsi le premier Suédois à faire figurer son nom à l'ordre du classement européen. Ses bons résultats lui permettent également d'atteindre pour la première fois de sa carrière le Top 10 du Official World Golf Ranking.
Robert Karlsson est membre du club des Champions de la Paix, un collectif d'athlètes de haut niveau créé par Peace and Sport, organisation internationale basée à Monaco et œuvrant pour la construction d'une paix durable grâce au sport.